# Митридат V Эвергет
Митридат V Эвергет (греч. Mιθριδάτης Eυεργέτης) — седьмой царь Понта, правивший в 150—121 до н. э. Вероятно, являлся сыном Фарнака I и племянником Митридата IV Филопатра.
Он продолжил политику сотрудничества с римлянами, начатую его предшественником. Он поддержал их несколькими кораблями и небольшими вспомогательными силами во время Третьей Пунической войны, а также оказал серьёзную помощь в более поздней войне против Аристоника Пергамского (131—129 до н. э.).
За свою службу был награждён римским консулом провинцией Фригия. Митридату также удалось увеличить силу своего царства, выдав дочь Лаодику за царя Каппадокии Ариарата VI Эпифана. Он был убит в Синопе в результате заговора в собственном окружении, в который, вероятно, входили и члены его семьи.